# Мпумаланга (город)
Мпумала́нга (англ. Mpumalanga) — город на востоке Южно-Африканской Республики, на территории провинции Квазулу-Натал. Входит в состав района Этеквини.

## Географическое положение и климат
Город находится в юго-восточной части провинции, на левом берегу реки Млази, на расстоянии приблизительно 25 километров к юго-востоку от административного центра провинции Питермарицбурга. Абсолютная высота — 493 метра над уровнем моря.

Среднегодовое количество осадков — 610 мм. Наибольшее количество осадков выпадает в период с октября по март. Средний максимум температуры воздуха варьируется от 20,6 °C (в июне), до 26,5 °C (в феврале). Самым холодным месяцем в году является июль. Средняя минимальная ночная температура для этого месяца составляет 7,1 °C.

## Население
По данным официальной переписи 2001 года, население составляло 99 720 человек, из которых мужчины составляли 46,67 %, женщины — соответственно 53,33 %. Негры составляли 99,69 % от населения города; цветные — 0,17 %; азиаты — 0,08 %; белые — 0,06 %. Язык большинства горожан (95,32 %) — зулу.
Динамика численности населения города по годам:
| Год  | Численность | Численность |
| ---- | ----------- | ----------- |
| 1985 | 47 938      |             |
| 1991 | 62 140      |             |
| 1996 | 81 714      |             |
| 2001 | 99 720      |             |
| 2013 | 193 058     |             |